# Gnetum-ordenen
Gnetum-ordenen (Gnetales) er en lille orden med en enkelt familie, den nedennævnte. Se nærmere beskrivelse under Gnetum-slægten.
| familier |

- Gnetum-familien (Gnetaceae)